# Melhores jogadores brasileiros do século XX segundo a IFFHS
Lista dos melhores jogadores brasileiros do século XX com base nos votos de jornalistas esportivos, historiadores e especialistas sul-americanos — em sua maioria brasileiros. A relação foi publicada pela Federação Internacional de Historias e Estatística do Futebol (IFFHS) .
| Pos. | Jogador               | Estado         | Votos |
| ---- | --------------------- | -------------- | ----- |
| 1    | Pelé                  | Minas Gerais   | 220   |
| 2    | Garrincha             | Rio de Janeiro | 142   |
| 3    | Zico                  | Rio de Janeiro | 51    |
| 4    | Zizinho               | Rio de Janeiro | 40    |
| 5    | Arthur Friedenreich   | São Paulo      | 21    |
| 5    | Tostão                | Minas Gerais   | 21    |
| 7    | Didi                  | Rio de Janeiro | 17    |
| 8    | Leônidas da Silva     | Rio de Janeiro | 13    |
| 9    | Nílton dos Santos     | Rio de Janeiro | 12    |
| 9    | Ronaldo               | Rio de Janeiro | 12    |
| 11   | Romário               | Rio de Janeiro | 11    |
| 12   | Falcão                | Santa Catarina | 10    |
| 12   | Rivelino              | São Paulo      | 10    |
| 14   | Ademir da Guia        | Rio de Janeiro | 9     |
| 15   | Luís Pereira          | Bahia          | 7     |
| 16   | Carlos Alberto Torres | Rio de Janeiro | 5     |
| 17   | Domingos da Guia      | Rio de Janeiro | 4     |
| 18   | Ademir de Menezes     | Pernambuco     | 3     |
| 19   | Bebeto                | Bahia          | 2     |
| 19   | Jairzinho             | Rio de Janeiro | 2     |

## Goleiros
|   | Jogador      | Estado     | Pts |
| - | ------------ | ---------- | --- |
| 1 | Gilmar       | São Paulo  | 47  |
| 2 | Emerson Leão | São Paulo  | 13  |
| 3 | Barbosa      | São Paulo  | 12  |
| 4 | Manga        | Pernambuco | 4   |